# Rainha Internacional do Café 2022
Rainha Internacional do Café 2022 (ou Reinado Internacional del Café 2022 em castelhano), foi a 50ª edição do tradicional concurso de beleza "Rainha Internacional do Café", realizado anualmente em janeiro, durante a Feira de Manizales, na Colômbia. Após a não realização do evento em janeiro de 2021 devido à pandemia de Covid-19, a cerimônia voltou a sua regularidade e contou com a participação de vinte e dois (22) países.
O certame foi  transmitida ao vivo pela Telecafé direto do Teatro "Los Fundadores" no dia 8 de Janeiro, e, ao final do evento, a salvadorenha Iris Yazminhe Guerra coroou a representante da Venezuela, Ismely Velásquez, como a grande campeã. Ismelys foi a 5ª venezuelana a levar o título de Rainha Internacional do Café e anteriormente já havia sido Rainha do Carnavais Turísticos de La Guaira 2018, Rainha do Cacau Venezuelano 2018, 3ª colocada no Reinado Internacional do Cacau 2019, Top 10 no Miss Venezuela 2020 e Miss Mesoamérica 2021.

## Histórico

### Casos de Covid-19
Inicialmente, 28 candidatas estavam previstas, mas três candidatas não viajaram para participar do concurso, a das Filipinas, Nicarágua e Porto Rico, por terem testado positivo para a covid-19. Outras três foram desqualificadas por terem contraído o vírus durante o concurso, as da Guatemala, Portugal e República Dominicana, restando no final 22 candidatas na disputa. Devido aos casos de contaminação, a Organização Miss Universo Guatemala emitiu um comunicado pedindo o cancelamento do concurso. A organização do Rainha Internacional do Café respondeu afirmando que todos os protocolos haviam sido seguidos e que as infectadas teriam assistência médica e continuou com a agenda programada.
Como organização, cumprimos com os protocolos solicitados de: ter um esquema vacinal completo, teste PCR negativo para Covid 24 horas antes da viagem e seguro médico. Mas foi nos informado no último minuto que as autoridades de saúde colombianas fariam os testes no local após a chegada das candidatas à Pereira. Sabendo desta situação, colocaram quatro candidatas dividindo o mesmo quarto junto à Miss República Dominicana, que foi confirmada com Covid-19, junto a nossa representante. Solicitamos uma intervenção urgente do Prefeito de Manizales e das autoridades sanitárias da Colômbia para tomar o controle da situação e considerar suspender o concurso por respeito às candidatas e a saúde dos demais, já que foi visto nestes dias várias pessoas em espaços abertos e apertados.
Organização Miss Universo Guatemala.
A organização do concurso "Rainha Internacional do Café" respondeu ao pronunciamento da organização guatemalteca: 
Todos os protocolos de biossegurança estabelecidos pelo Ministério da Saúde e Proteção Social foram cumpridos; como realizar testes de diagnóstico regularmente ou realizar o isolamento dos representantes afetados pelo vírus. Ressalta-se, ainda, a exigência de teste PCR 72 horas antes de entrar no país; Em Manizales, as candidatas foram submetidas a um novo teste de antígeno para descartar qualquer infecção. Dentre os aspectos apontados no pronunciamento, destaca-se que as candidatas com teste positivo para coronavírus contam com acompanhamento médico e psicológico permanente; e que sempre detinham informações em primeira mão sobre os protocolos que estavam sendo implementados em cada caso.
Organização do Rainha Internacional de Café.

## Resultados

### Ordem do anúncio

#### Top 05
1. Venezuela
2. El Salvador
3. Estados Unidos
4. Colômbia
5. Brasil

## Jurados

### Preliminar & Final
Ajudaram a eleger a vencedora:
1. Juan Pablo Murillo, estilista;
2. Varo Vargas, cantor e Mister Supranational 2021;
3. Maria Estella Volpe, Reina Continental del Café 1972; [10]
4. Harry Levi, apresentador de televisão;
5. Ana Maria Davís, modelo;

## Quadro de Prêmios
Designados às candidatas durante o concurso:

### Prêmios Especiais
Designados durante a prova preliminar em 7 de Janeiro no Hotel Termales el Otoño:

### Rainha da Polícia
Eleita no dia 5 de Janeiro pelos oficiais de Manizales:

### Melhor Preparadora de Café
Atividade realizada em 8 de Janeiro:

## Candidatas
Disputaram o título este ano: 

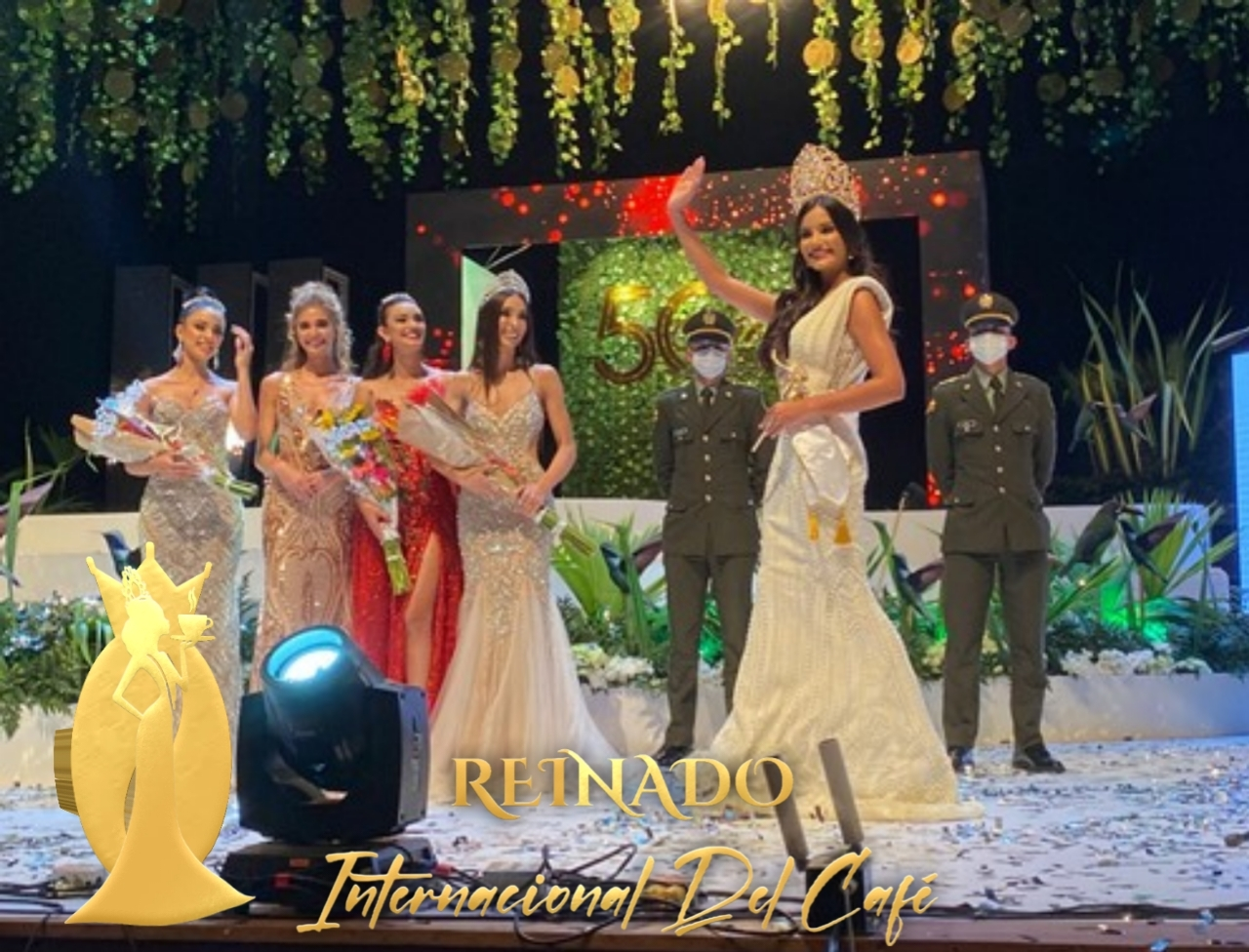
O momento pós-coroação de Ismelys Velásquez.

| - Alemanha - Nuria Almanazi - Bolívia - Camila Pardo - Brasil - Maria Eduarda Valotto - Canadá - Dominique Doucette - Colômbia - Mariana Cifuentes - Costa Rica - Mariella Conejo - Cuba - Jennifer Ruiz - Equador - Blanca Carchi | - El Salvador - Luciana Martínez - Espanha - Andrea de Cozar - Estados Unidos - Rebecca Stoughton - Haiti - Angélique François - Honduras - Dayana Bordas - Hong Kong - Elizabeth Tran - Japão - Mohana Tsuda | - México - Adriana Cruz - Panamá - Ariela Combe - Paraguai - Erika Muñoz - Peru - Fiorella Delgado - Polônia - Katarzyna Synowiec - Uruguai - Fiorella Satera - Venezuela - Ismelys Velásquez |

## Histórico

### Desqualificações
- Filipinas - Ruffa Nava[24][25]

- Guatemala - Dannia Guevara[26]

- Nicarágua - Sheynnis Cornejo[27]

- Porto Rico - Chayrin Pérez[28]

- Portugal - Inês Perestrello[29]

- República Dominicana - Aída Saladin [30]

### Saiu
- Sérvia

### Estreante
- Hong Kong [31]

### Retornaram
- Alemanha

- Estados Unidos

- Haiti

### Estatísticas
- Américas: 17. (Cerca de 78% do total de candidatas)

- Europa: 3. (Cerca de 13% do total de candidatas)

- Ásia: 2. (Cerca de 9% do total de candidatas)

- África: 0.

- Oceania: 0.